# Roodsnavelboskalkoen
De roodsnavelboskalkoen (Talegalla cuvieri) is een vogel uit de familie grootpoothoenders (Megapodiidae). De wetenschappelijke naam van de soort is voor het eerst geldig gepubliceerd in 1828 door Lesson. Het is een endemische vogelsoort uit Nieuw-Guinea.

## Beschrijving
Dit hoen is 56 cm lang en overwegend zwart gekleurd. Dit hoen lijkt erg op de zwartsnavelboskalkoen die ook in ongeveer dezelfde streken voorkomt. De roodsnavelboskalkoen heeft een oranjerode snavel en bleekgele poten. De kale huid rondom het oog is gelig tot olijfkleurig. De kale huid op de kop van de zwartsnavelboskalkoen is donkergrijs en verder heeft deze boskalkoen een zwarte snavel en gele poten en is gemiddeld 3 cm kleiner.

## Voorkomen en leefgebied
De roodsnavelboskalkoen leeft in laaglandbos en heuvellandbos tot 700 m boven de zeespiegel vooral in West-Papoea, op de eilanden Salawati en Misool en in het zuiden van Papoea tot in het district Mimika (Indonesië).
Daar waar de zwartsnavelboskalkoen ook voorkomt, heeft de roodsnavelboskalkoen de neiging om in de hoger gelegen bossen te verkeren.
De soort telt 2 ondersoorten:
- T. c. cuvieri: noordwestelijk Nieuw-Guinea en Misool.
- T. c. granti: het westelijke deel van Centraal-Nieuw-Guinea.

## Status
Het is geen bedreigde vogelsoort volgens de Rode Lijst van de IUCN.